# 이상오
이상오(李相旿, 1905년 11월 23일~1969년 8월 15일)는 대한민국의 수렵가, 문필가, 저술가, 사격인, 바둑인이다.
본관은 경주(慶州) 이씨이며, 호(號)는 모남(慕南)이다.
대구 출생이며 독립운동가 이상정(李相定), 시인 이상화(李相和), 사학자 이상백(李相佰)의 아우인 그는 국가재건최고회의 혁명검찰부장을 지낸 대한민국 육군 준장 출신이자 자유월보사 사장을 지낸 박창암(朴蒼巖)의 장인이기도 하다.
1929년 수렵가로서의 활동을 시작하였고 살생유택(殺生有擇) 사상을 겸비한 수렵가로 이름을 날렸다.

## 업적과 특기
수렵과 들짐승에 관한 저술서도 다수 남겼으며 사격과 바둑에도 유단자였다.

## 학력
- 경북대구우현보통학교 졸업
- 경북대구우현고등보통학교 졸업
- 일본 호세이 대학교 법정학과 학사

## 이외 이력
- 한국독립당 당무위원(1946년~1949년)
- 한국독립당 최고위원(1958년~1959년)
- 자유민족바둑동호회 회장(1965년~1969년)

## 주요 저서

### 연재 서간집
- ＜세계명포수전＞(1956)
- ＜축견야화＞(1957)

### 저술
- ≪한국야생동물기≫(1965)
- ≪사냥≫(1969)

### 유고 저술집
- ≪수렵비화≫(1971)